# Nuoto ai campionati europei di nuoto 2020 - 200 metri misti maschili
La gara dei 200 metri misti maschili dei campionati europei di nuoto 2020 si è svolta il 19 e 20 maggio 2021 presso la Duna Aréna di Budapest, in Ungheria.

## Podio
| Pos.    | Atleta                    | Nazione  |
| ------- | ------------------------- | -------- |
| Oro     | Hugo González de Oliveira | Spagna   |
| Argento | Jérémy Desplanches        | Svizzera |
| Bronzo  | Alberto Razzetti          | Italia   |

## Record
Prima della manifestazione il record del mondo (RM), il record europeo (EU) e il record dei campionati (RC) erano i seguenti.
|  | 1'54"00 | Ryan Lochte | 28 luglio 2011 Shanghai |
|  | 1'55"18 | László Cseh | 29 luglio 2009 Roma     |
|  | 1'56"66 | László Cseh | 23 maggio 2012 Debrecen |

Durante la competizione non sono stati migliorati record.

## Risultati

### Batterie
Le batterie si sono svolte il 19 maggio alle ore 10:00 (UTC+1).
| Pos. | Batteria | Corsia       | Atleta                    | Nazionalità   | Tempo   | Note   |
| ---- | -------- | ------------ | ------------------------- | ------------- | ------- | ------ |
| 1    | 4        | 4            | Jérémy Desplanches        | Svizzera      | 1'58"10 | Q      |
| 2    | 4        | 6            | Max Litchfield            | Gran Bretagna | 1'58"12 | Q      |
| 3    | 5        | 4            | Duncan Scott              | Gran Bretagna | 1'58"14 | Q      |
| 4    | 5        | 3            | László Cseh               | Ungheria      | 1'58"46 | Q      |
| 5    | 3        | 5            | Joe Litchfield            | Gran Bretagna | 1'58"79 |        |
| 6    | 4        | 5            | Hubert Kós                | Ungheria      | 1'58"87 | Q      |
| 7    | 3        | 4            | Alberto Razzetti          | Italia        | 1'58"90 | Q      |
| 8    | 3        | 6            | Hugo González de Oliveira | Spagna        | 1'58"99 | Q      |
| 9    | 5        | 5            | Andrey Zhilkin            | Russia        | 1'59"31 | Q, RIT |
| 10   | 5        | 2            | James McFadzen            | Gran Bretagna | 1:59"34 |        |
| 11   | 5        | 0            | Maxim Stupin              | Russia        | 1'59"84 | Q      |
| 12   | 3        | 2            | Yakov Toumarkin           | Israele       | 1'59"85 | Q      |
| 13   | 3        | 3            | Alexis Santos             | Portogallo    | 2'00"01 | Q      |
| 14   | 5        | 7            | Bernhard Reitshammer      | Austria       | 2'00"14 | Q      |
| 15   | 4        | 3            | Ilya Borodin              | Russia        | 2'00"23 |        |
| 16   | 5        | 6            | Andreas Vazaios           | Grecia        | 2'00"26 | Q      |
| 17   | 4        | 1            | Tomoe Zenimoto Hvas       | Norvegia      | 2'00"32 | Q      |
| 18   | 3        | 8            | Arjan Knipping            | Paesi Bassi   | 2'00"35 | Q      |
| 19   | 4        | 8            | Dániel Sós                | Ungheria      | 2'00"54 |        |
| 20   | 2        | 3            | Samuel Törnqvist          | Svezia        | 2'00"68 | Q      |
| 21   | 4        | 2            | Ron Polonsky              | Israele       | 2'01"54 | Q      |
| 22   | 2        | 7            | Berke Saka                | Turchia       | 2'01"58 |        |
| 23   | 3        | 0            | Diogo Carvalho            | Portogallo    | 2'01"80 |        |
| 24   | 4        | 9            | Joan Lluís Pons           | Spagna        | 2'02"14 |        |
| 25   | 5        | 8            | Clément Bidard            | Francia       | 2'02"29 |        |
| 26   | 5        | 1            | Simon Sjödin              | Svezia        | 2'02"30 |        |
| 27   | 4        | 7            | Apostolos Papastamos      | Grecia        | 2'02"49 |        |
| 28   | 2        | 5            | Dawid Szwedzki            | Polonia       | 2'03"22 |        |
| 29   | 2        | 9            | Richard Nagy              | Slovacchia    | 2'03"35 |        |
| 30   | 5        | 9            | Metin Aydın               | Turchia       | 2'03"45 |        |
| 31   | 2        | 4            | Daniil Giourtzidis        | Grecia        | 2'03"65 |        |
| 32   | 3        | 9            | Danny Schmidt             | Germania      | 2'04"63 |        |
| 33   | 2        | 6            | Christoph Meier           | Liechtenstein | 2'04"84 |        |
| 34   | 2        | 2            | Maksym Holubnychyi        | Ucraina       | 2'05"15 |        |
| 35   | 3        | 7            | Raphaël Stacchiotti       | Lussemburgo   | 2'05"60 |        |
| 36   | 2        | 0            | Marius Toscan             | Svizzera      | 2'06"59 |        |
| 37   | 1        | 5            | Arti Krasniqi             | Kosovo        | 2'07"29 |        |
| 38   | 1        | 4            | Joao Soares Carneiro      | Lussemburgo   | 2'07"84 |        |
| 39   | 2        | 8            | Alex Kušík                | Slovacchia    | 2'08"16 |        |
| 40   | 1        | 3            | Thomas Wareing            | Malta         | 2'08"34 |        |
| 41   | 2        | 1            | Ievhen Khrypunov          | Ucraina       | 2'09"44 |        |
| 42   | 1        | 6            | Paolo Priska              | Albania       | 2'19"93 |        |
|      | 4        | 0            | Gal Cohen Groumi          | Israele       | dns     |        |
| 3    | 1        | Balázs Holló | Ungheria                  | dns           |         |        |

### Semifinali
Le semifinali si sono svolte il 19 maggio 2021, alle ore 19:24 (UTC+1).
| Pos. | Batteria | Corsia | Atleta                    | Nazionalità   | Tempo   | Note |
| ---- | -------- | ------ | ------------------------- | ------------- | ------- | ---- |
| 1    | 2        | 3      | Hubert Kós                | Ungheria      | 1'56"99 | Q,   |
| 2    | 1        | 3      | Alberto Razzetti          | Italia        | 1'57"39 | Q    |
| 3    | 2        | 4      | Jérémy Desplanches        | Svizzera      | 1'57"42 | Q    |
| 4    | 2        | 5      | Duncan Scott              | Gran Bretagna | 1'57"48 | q    |
| 5    | 2        | 6      | Hugo González de Oliveira | Spagna        | 1'58"08 | q    |
| 6    | 1        | 4      | Max Litchfield            | Gran Bretagna | 1'58"42 | Q    |
| 7    | 1        | 5      | László Cseh               | Ungheria      | 1'58"45 | q    |
| 8    | 1        | 7      | Andreas Vazaios           | Grecia        | 1'58"62 | q    |
| 9    | 1        | 6      | Maxim Stupin              | Russia        | 1'58"99 |      |
| 10   | 1        | 2      | Alexis Santos             | Portogallo    | 1'59"13 |      |
| 11   | 1        | 1      | Arjan Knipping            | Paesi Bassi   | 2'00"46 |      |
| 12   | 2        | 2      | Yakov Toumarkin           | Israele       | 2'00"60 |      |
| 13   | 1        | 8      | Ron Polonsky              | Israele       | 2'01"11 |      |
| 14   | 2        | 8      | Samuel Törnqvist          | Svezia        | 2'01"24 |      |
| 15   | 2        | 7      | Bernhard Reitshammer      | Austria       | 2'01"40 |      |
| 16   | 2        | 1      | Tomoe Zenimoto Hvas       | Norvegia      | 2'03"68 |      |

### Finale
La finale si è svolta il 20 maggio 2021, alle ore 19:16 (UTC+1).
| Pos.    | Corsia | Atleta                    | Nazionalità   | Tempo   | Note |
| ------- | ------ | ------------------------- | ------------- | ------- | ---- |
| Oro     | 2      | Hugo González de Oliveira | Spagna        | 1'56"76 |      |
| Argento | 3      | Jérémy Desplanches        | Svizzera      | 1'56"95 |      |
| Bronzo  | 5      | Alberto Razzetti          | Italia        | 1'57"25 |      |
| 4       | 1      | László Cseh               | Ungheria      | 1'58"04 |      |
| 5       | 4      | Hubert Kós                | Ungheria      | 1'58"12 |      |
| 6       | 6      | Duncan Scott              | Gran Bretagna | 1'58"18 |      |
| 7       | 8      | Andreas Vazaios           | Grecia        | 1'58"35 |      |
| 8       | 7      | Max Litchfield            | Gran Bretagna | 1'58"52 |      |